# Clasificación de Conmebol para la Copa Mundial de Fútbol de 2006
La clasificación de Conmebol para la Copa Mundial de Fútbol de 2006 contó con cuatro cupos directos y un cupo para el repechaje contra el clasificado de la OFC.
La eliminatoria sudamericana estuvo compuesta por un torneo todos contra todos entre las 10 escuadras miembros de la Conmebol.
El método de clasificación fue el siguiente: los cuatro primeros lugares de la tabla clasifican directamente al Mundial. El quinto lugar deberá batirse en partidos de ida y vuelta con el equipo que gane la clasificatoria de Oceanía. En caso de empate entre dos o más equipos con igualdad de puntaje, el ganador es el que tenga mayor cantidad de goles en los partidos disputados entre ellos. Si la igualdad persiste, se recurrirá consecutivamente a la diferencia de gol en todos los partidos del proceso, el número de goles anotados en todo el proceso y un partido definitorio en terreno neutral, hasta obtener algún equipo clasificado.
Las selecciones de Argentina, Brasil, Ecuador y Paraguay clasificaron directamente para el máximo torneo internacional, mientras que Uruguay enfrentó a Australia en el repechaje intercontinental. En el partido de ida, disputado en Montevideo, Uruguay venció 1:0, cayendo por idéntico marcador en el de vuelta (disputado en Sídney). En la definición por penales, Uruguay quedó eliminado por 4–2.

## Equipos participantes
Por segunda vez consecutiva las diez selecciones de Conmebol fueron las participantes del proceso eliminatorio, con la novedad de que Brasil, el campeón defensor del mundial pasado, participó en las eliminatorias en lugar de clasificar de forma automática a la cita mundialista.
| Selección | Entrenador              | Ciudad localía                                                                      | Estadio localía |
| --------- | ----------------------- | ----------------------------------------------------------------------------------- | --- |
| Argentina | José Néstor Pékerman    | Buenos Aires                                                                        | Antonio Vespucio Liberti |
| Bolivia   | Ovidio Messa            | La Paz                                                                              | Hernando Siles |
| Brasil    | Carlos Alberto Parreira | Manaus Curitiba Belo Horizonte São Paulo Maceió Goiânia Porto Alegre Brasilia Belém | Arena da Amazonia Pinheirão Mineirão Morumbi Rei Pelé Serra Dourada Beira-Rio Nacional Mané Garrincha Mangueirão Olímpico do Pará |
| Chile     | Nelson Acosta           | Santiago                                                                            | Nacional de Chile |
| Colombia  | Reinaldo Rueda          | Barranquilla                                                                        | Metropolitano Roberto Meléndez |
| Ecuador   | Luis Fernando Suárez    | Quito                                                                               | Olímpico Atahualpa |
| Paraguay  | Aníbal Ruiz             | Asunción                                                                            | Defensores del Chaco |
| Perú      | Freddy Ternero          | Lima Tacna                                                                          | Monumental de Perú y Nacional del Perú Jorge Basadre                                                                              |
| Uruguay   | Jorge Fossati           | Montevideo                                                                          | Centenario |
| Venezuela | Richard Páez            | Caracas Maracaibo San Cristóbal                                                     | Olímpico de la UCV José Encarnación Romero Polideportivo de Pueblo Nuevo                                                          |

### Cambio de entrenadores
| Selección | Entrenador saliente | Fecha de salida          | Tipo de salida | Partidos disputados   | Reemplazado por      | Fecha de llegada         |
| --------- | ------------------- | ------------------------ | -------------- | --------------------- | -------------------- | ------------------------ |
| Colombia  | Francisco Maturana  | 19 de noviembre de 2003  | Despido        | 4 (0 PG, 1 PE, 3 PP)  | Reinaldo Rueda       | 18 de febrero de 2004    |
| Bolivia   | Nelson Acosta       | 5 de abril de 2004       | Despido        | 5 (1 PG, 0 PE, 4 PP)  | Ramiro Blacut        | 14 de abril de 2004      |
| Uruguay   | Juan Ramón Carrasco | 7 de abril de 2004       | Despido        | 5 (2 PG, 1 PE, 2 PP)  | Jorge Fossati        | 20 de abril de 2004      |
| Ecuador   | Hernán Darío Gómez  | 13 de julio de 2004      | Renuncia       | 7 (3 PG, 1 PE, 3 PP)  | Luis Fernando Suárez | 5 de septiembre de 2004  |
| Argentina | Marcelo Bielsa      | 15 de septiembre de 2004 | Renuncia       | 8 (4 PG, 3 PE, 1 PP)  | José Néstor Pékerman | 16 de septiembre de 2004 |
| Bolivia   | Ramiro Blacut       | 8 de enero de 2005       | Renuncia       | 6 (2 PG, 1 PE, 3 PP)  | Ovidio Messa         | 31 de enero de 2005      |
| Chile     | Juvenal Olmos       | 21 de abril de 2005      | Despido        | 13 (3 PG, 5 PE, 5 PP) | Nelson Acosta        | 26 de abril de 2005      |
| Perú      | Paulo Autuori       | 25 de abril de 2005      | Renuncia       | 13 (3 PG, 5 PE, 5 PP) | Freddy Ternero       | 3 de mayo de 2005        |

## Tabla de posiciones final

Países clasificados
Países eliminados
Países que no son miembros de la Conmebol

| Pos. | Selección | Pts | PJ | PG | PE | PP | GF | GC | Dif. |
| ---- | --------- | --- | -- | -- | -- | -- | -- | -- | ---- |
| 1.   | Brasil    | 34  | 18 | 9  | 7  | 2  | 35 | 17 | +18  |
| 2.   | Argentina | 34  | 18 | 10 | 4  | 4  | 29 | 17 | +12  |
| 3.   | Ecuador   | 28  | 18 | 8  | 4  | 6  | 23 | 19 | +4   |
| 4.   | Paraguay  | 28  | 18 | 8  | 4  | 6  | 23 | 23 | 0    |
| 5.   | Uruguay   | 25  | 18 | 6  | 7  | 5  | 23 | 28 | –5   |
| 6.   | Colombia  | 24  | 18 | 6  | 6  | 6  | 24 | 16 | +8   |
| 7.   | Chile     | 22  | 18 | 5  | 7  | 6  | 18 | 22 | –4   |
| 8.   | Venezuela | 18  | 18 | 5  | 3  | 10 | 20 | 28 | –8   |
| 9.   | Perú      | 18  | 18 | 4  | 6  | 8  | 20 | 28 | –8   |
| 10.  | Bolivia   | 14  | 18 | 4  | 2  | 12 | 20 | 37 | –17  |

| L\V                  | Bandera de Argentina | Bandera de Bolivia | Bandera de Brasil | Bandera de Chile | Bandera de Colombia | Bandera de Ecuador | Bandera de Paraguay | Bandera de Perú | Bandera de Uruguay | Bandera de Venezuela |
| Bandera de Argentina |                      | 3:0                | 3:1               | 2:2              | 1:0                 | 1:0                | 0:0                 | 2:0             | 4:2                | 3:2                  |
| Bandera de Bolivia   | 1:2                  |                    | 1:1               | 0:2              | 4:0                 | 1:2                | 2:1                 | 1:0             | 0:0                | 3:1                  |
| Bandera de Brasil    | 3:1                  | 3:1                |                   | 5:0              | 0:0                 | 1:0                | 4:1                 | 1:0             | 3:3                | 3:0                  |
| Bandera de Chile     | 0:0                  | 3:1                | 1:1               |                  | 0:0                 | 0:0                | 0:1                 | 2:1             | 1:1                | 2:1                  |
| Bandera de Colombia  | 1:1                  | 1:0                | 1:2               | 1:1              |                     | 3:0                | 1:1                 | 5:0             | 5:0                | 0:1                  |
| Bandera de Ecuador   | 2:0                  | 3:2                | 1:0               | 2:0              | 2:1                 |                    | 5:2                 | 0:0             | 0:0                | 2:0                  |
| Bandera de Paraguay  | 1:0                  | 4:1                | 0:0               | 2:1              | 0:1                 | 2:1                |                     | 1:1             | 4:1                | 1:0                  |
| Bandera de Perú      | 1:3                  | 4:1                | 1:1               | 2:1              | 0:2                 | 2:2                | 4:1                 |                 | 0:0                | 0:0                  |
| Bandera de Uruguay   | 1:0                  | 5:0                | 1:1               | 2:1              | 3:2                 | 1:0                | 1:0                 | 1:3             |                    | 0:3                  |
| Bandera de Venezuela | 0:3                  | 2:1                | 2:5               | 0:1              | 0:0                 | 3:1                | 0:1                 | 4:1             | 1:1                |                      |

### Evolución de posiciones
| Equipo / Fecha | 1  | 2  | 3  | 4  | 5  | 6  | 7  | 8  | 9  | 10 | 11 | 12 | 13 | 14 | 15 | 16 | 17 | 18 |
| -------------- | -- | -- | -- | -- | -- | -- | -- | -- | -- | -- | -- | -- | -- | -- | -- | -- | -- | -- |
| Brasil         | 4  | 1  | 2  | 3  | 3  | 1  | 1  | 1  | 1  | 1  | 2  | 2  | 2  | 2  | 2  | 2  | 2  | 1  |
| Argentina      | 6  | 2  | 1  | 2  | 1  | 2  | 2  | 2  | 2  | 2  | 1  | 1  | 1  | 1  | 1  | 1  | 1  | 2  |
| Ecuador        | 3  | 6  | 7  | 7  | 8  | 7  | 5  | 5  | 4  | 4  | 3  | 3  | 3  | 3  | 3  | 3  | 4  | 3  |
| Paraguay       | 9  | 7  | 4  | 1  | 2  | 4  | 4  | 3  | 3  | 3  | 4  | 4  | 4  | 4  | 4  | 4  | 3  | 4  |
| Uruguay        | 1  | 5  | 3  | 4  | 6  | 8  | 9  | 7  | 7  | 7  | 5  | 5  | 5  | 7  | 7  | 5  | 5  | 5  |
| Colombia       | 7  | 9  | 10 | 10 | 9  | 10 | 8  | 9  | 8  | 8  | 6  | 6  | 6  | 5  | 5  | 6  | 6  | 6  |
| Chile          | 5  | 3  | 6  | 8  | 5  | 3  | 3  | 4  | 5  | 5  | 8  | 7  | 8  | 6  | 6  | 7  | 7  | 7  |
| Venezuela      | 8  | 10 | 9  | 5  | 4  | 5  | 6  | 6  | 6  | 6  | 9  | 8  | 9  | 8  | 9  | 8  | 8  | 8  |
| Perú           | 2  | 4  | 5  | 6  | 7  | 6  | 7  | 8  | 9  | 9  | 7  | 9  | 7  | 9  | 8  | 9  | 9  | 9  |
| Bolivia        | 10 | 8  | 8  | 9  | 10 | 9  | 10 | 10 | 10 | 10 | 10 | 10 | 10 | 10 | 10 | 10 | 10 | 10 |

## Partidos

### Primera ronda
| Fecha                    | Lugar          |           |                      | Resultado |                      |           |
| ------------------------ | -------------- | --------- | -------------------- | --------- | -------------------- | --------- |
| 6 de septiembre de 2003  | Quito          | Ecuador   | Bandera de Ecuador   | 2:0 (1:0) | Bandera de Venezuela | Venezuela |
| 6 de septiembre de 2003  | Buenos Aires   | Argentina | Bandera de Argentina | 2:2 (2:0) | Bandera de Chile     | Chile     |
| 6 de septiembre de 2003  | Lima           | Perú      | Bandera de Perú      | 4:1 (2:1) | Bandera de Paraguay  | Paraguay  |
| 7 de septiembre de 2003  | Montevideo     | Uruguay   | Bandera de Uruguay   | 5:0 (2:0) | Bandera de Bolivia   | Bolivia   |
| 7 de septiembre de 2003  | Barranquilla   | Colombia  | Bandera de Colombia  | 1:2 (1:1) | Bandera de Brasil    | Brasil    |
| 9 de septiembre de 2003  | Caracas        | Venezuela | Bandera de Venezuela | 0:3 (0:3) | Bandera de Argentina | Argentina |
| 9 de septiembre de 2003  | Santiago       | Chile     | Bandera de Chile     | 2:1 (1:0) | Bandera de Perú      | Perú      |
| 10 de septiembre de 2003 | La Paz         | Bolivia   | Bandera de Bolivia   | 4:0 (2:0) | Bandera de Colombia  | Colombia  |
| 10 de septiembre de 2003 | Asunción       | Paraguay  | Bandera de Paraguay  | 4:1 (1:1) | Bandera de Uruguay   | Uruguay   |
| 10 de septiembre de 2003 | Manaus         | Brasil    | Bandera de Brasil    | 1:0 (1:0) | Bandera de Ecuador   | Ecuador   |
| 15 de noviembre de 2003  | Montevideo     | Uruguay   | Bandera de Uruguay   | 2:1 (1:1) | Bandera de Chile     | Chile     |
| 15 de noviembre de 2003  | Barranquilla   | Colombia  | Bandera de Colombia  | 0:1 (0:1) | Bandera de Venezuela | Venezuela |
| 15 de noviembre de 2003  | Asunción       | Paraguay  | Bandera de Paraguay  | 2:1 (1:0) | Bandera de Ecuador   | Ecuador   |
| 15 de noviembre de 2003  | Buenos Aires   | Argentina | Bandera de Argentina | 3:0 (0:0) | Bandera de Bolivia   | Bolivia   |
| 16 de noviembre de 2003  | Lima           | Perú      | Bandera de Perú      | 1:1 (0:1) | Bandera de Brasil    | Brasil    |
| 18 de noviembre de 2003  | Maracaibo      | Venezuela | Bandera de Venezuela | 2:1 (0:0) | Bandera de Bolivia   | Bolivia   |
| 18 de noviembre de 2003  | Santiago       | Chile     | Bandera de Chile     | 0:1 (0:1) | Bandera de Paraguay  | Paraguay  |
| 19 de noviembre de 2003  | Quito          | Ecuador   | Bandera de Ecuador   | 0:0       | Bandera de Perú      | Perú      |
| 19 de noviembre de 2003  | Barranquilla   | Colombia  | Bandera de Colombia  | 1:1 (0:1) | Bandera de Argentina | Argentina |
| 19 de noviembre de 2003  | Curitiba       | Brasil    | Bandera de Brasil    | 3:3 (2:0) | Bandera de Uruguay   | Uruguay   |
| 30 de marzo de 2004      | La Paz         | Bolivia   | Bandera de Bolivia   | 0:2 (0:1) | Bandera de Chile     | Chile     |
| 30 de marzo de 2004      | Buenos Aires   | Argentina | Bandera de Argentina | 1:0 (0:0) | Bandera de Ecuador   | Ecuador   |
| 31 de marzo de 2004      | Montevideo     | Uruguay   | Bandera de Uruguay   | 0:3 (0:1) | Bandera de Venezuela | Venezuela |
| 31 de marzo de 2004      | Asunción       | Paraguay  | Bandera de Paraguay  | 0:0       | Bandera de Brasil    | Brasil    |
| 31 de marzo de 2004      | Lima           | Perú      | Bandera de Perú      | 0:2 (0:2) | Bandera de Colombia  | Colombia  |
| 1 de junio de 2004       | La Paz         | Bolivia   | Bandera de Bolivia   | 2:1 (1:1) | Bandera de Paraguay  | Paraguay  |
| 1 de junio de 2004       | San Cristóbal  | Venezuela | Bandera de Venezuela | 0:1 (0:0) | Bandera de Chile     | Chile     |
| 1 de junio de 2004       | Montevideo     | Uruguay   | Bandera de Uruguay   | 1:3 (0:2) | Bandera de Perú      | Perú      |
| 2 de junio de 2004       | Quito          | Ecuador   | Bandera de Ecuador   | 2:1 (1:0) | Bandera de Colombia  | Colombia  |
| 2 de junio de 2004       | Belo Horizonte | Brasil    | Bandera de Brasil    | 3:1 (1:0) | Bandera de Argentina | Argentina |
| 5 de junio de 2004       | Quito          | Ecuador   | Bandera de Ecuador   | 3:2 (3:0) | Bandera de Bolivia   | Bolivia   |
| 6 de junio de 2004       | Buenos Aires   | Argentina | Bandera de Argentina | 0:0       | Bandera de Paraguay  | Paraguay  |
| 6 de junio de 2004       | Lima           | Perú      | Bandera de Perú      | 0:0       | Bandera de Venezuela | Venezuela |
| 6 de junio de 2004       | Barranquilla   | Colombia  | Bandera de Colombia  | 5:0 (3:0) | Bandera de Uruguay   | Uruguay   |
| 6 de junio de 2004       | Santiago       | Chile     | Bandera de Chile     | 1:1 (0:1) | Bandera de Brasil    | Brasil    |
| 4 de septiembre de 2004  | Lima           | Perú      | Bandera de Perú      | 1:3 (0:1) | Bandera de Argentina | Argentina |
| 5 de septiembre de 2004  | Montevideo     | Uruguay   | Bandera de Uruguay   | 1:0 (0:0) | Bandera de Ecuador   | Ecuador   |
| 5 de septiembre de 2004  | São Paulo      | Brasil    | Bandera de Brasil    | 3:1 (3:0) | Bandera de Bolivia   | Bolivia   |
| 5 de septiembre de 2004  | Asunción       | Paraguay  | Bandera de Paraguay  | 1:0 (0:0) | Bandera de Venezuela | Venezuela |
| 5 de septiembre de 2004  | Santiago       | Chile     | Bandera de Chile     | 0:0       | Bandera de Colombia  | Colombia  |
| 9 de octubre de 2004     | Buenos Aires   | Argentina | Bandera de Argentina | 4:2 (3:0) | Bandera de Uruguay   | Uruguay   |
| 9 de octubre de 2004     | La Paz         | Bolivia   | Bandera de Bolivia   | 1:0 (0:0) | Bandera de Perú      | Perú      |
| 9 de octubre de 2004     | Barranquilla   | Colombia  | Bandera de Colombia  | 1:1 (1:0) | Bandera de Paraguay  | Paraguay  |
| 9 de octubre de 2004     | Maracaibo      | Venezuela | Bandera de Venezuela | 2:5 (0:2) | Bandera de Brasil    | Brasil    |
| 10 de octubre de 2004    | Quito          | Ecuador   | Bandera de Ecuador   | 2:0 (0:0) | Bandera de Chile     | Chile     |

### Segunda ronda
| Fecha                   | Lugar         |           |                      | Resultado |                      |           |
| ----------------------- | ------------- | --------- | -------------------- | --------- | -------------------- | --------- |
| 12 de octubre de 2004   | La Paz        | Bolivia   | Bandera de Bolivia   | 0:0       | Bandera de Uruguay   | Uruguay   |
| 13 de octubre de 2004   | Asunción      | Paraguay  | Bandera de Paraguay  | 1:1 (1:0) | Bandera de Perú      | Perú      |
| 13 de octubre de 2004   | Santiago      | Chile     | Bandera de Chile     | 0:0       | Bandera de Argentina | Argentina |
| 13 de octubre de 2004   | Maceió        | Brasil    | Bandera de Brasil    | 0:0       | Bandera de Colombia  | Colombia  |
| 14 de octubre de 2004   | San Cristóbal | Venezuela | Bandera de Venezuela | 3:1 (1:1) | Bandera de Ecuador   | Ecuador   |
| 17 de noviembre de 2004 | Buenos Aires  | Argentina | Bandera de Argentina | 3:2 (2:1) | Bandera de Venezuela | Venezuela |
| 17 de noviembre de 2004 | Barranquilla  | Colombia  | Bandera de Colombia  | 1:0 (1:0) | Bandera de Bolivia   | Bolivia   |
| 17 de noviembre de 2004 | Lima          | Perú      | Bandera de Perú      | 2:1 (0:0) | Bandera de Chile     | Chile     |
| 17 de noviembre de 2004 | Montevideo    | Uruguay   | Bandera de Uruguay   | 1:0 (0:0) | Bandera de Paraguay  | Paraguay  |
| 17 de noviembre de 2004 | Quito         | Ecuador   | Bandera de Ecuador   | 1:0 (0:0) | Bandera de Brasil    | Brasil    |
| 26 de marzo de 2005     | Maracaibo     | Venezuela | Bandera de Venezuela | 0:0       | Bandera de Colombia  | Colombia  |
| 26 de marzo de 2005     | Santiago      | Chile     | Bandera de Chile     | 1:1 (0:1) | Bandera de Uruguay   | Uruguay   |
| 26 de marzo de 2005     | La Paz        | Bolivia   | Bandera de Bolivia   | 1:2 (0:0) | Bandera de Argentina | Argentina |
| 27 de marzo de 2005     | Quito         | Ecuador   | Bandera de Ecuador   | 5:2 (2:2) | Bandera de Paraguay  | Paraguay  |
| 27 de marzo de 2005     | Goiânia       | Brasil    | Bandera de Brasil    | 1:0 (0:0) | Bandera de Perú      | Perú      |
| 29 de marzo de 2005     | La Paz        | Bolivia   | Bandera de Bolivia   | 3:1 (2:0) | Bandera de Venezuela | Venezuela |
| 30 de marzo de 2005     | Asunción      | Paraguay  | Bandera de Paraguay  | 2:1 (1:0) | Bandera de Chile     | Chile     |
| 30 de marzo de 2005     | Buenos Aires  | Argentina | Bandera de Argentina | 1:0 (0:0) | Bandera de Colombia  | Colombia  |
| 30 de marzo de 2005     | Lima          | Perú      | Bandera de Perú      | 2:2 (1:2) | Bandera de Ecuador   | Ecuador   |
| 30 de marzo de 2005     | Montevideo    | Uruguay   | Bandera de Uruguay   | 1:1 (0:0) | Bandera de Brasil    | Brasil    |
| 4 de junio de 2005      | Santiago      | Chile     | Bandera de Chile     | 3:1 (2:0) | Bandera de Bolivia   | Bolivia   |
| 4 de junio de 2005      | Quito         | Ecuador   | Bandera de Ecuador   | 2:0 (0:0) | Bandera de Argentina | Argentina |
| 4 de junio de 2005      | Maracaibo     | Venezuela | Bandera de Venezuela | 1:1 (0:1) | Bandera de Uruguay   | Uruguay   |
| 4 de junio de 2005      | Barranquilla  | Colombia  | Bandera de Colombia  | 5:0 (1:0) | Bandera de Perú      | Perú      |
| 5 de junio de 2005      | Porto Alegre  | Brasil    | Bandera de Brasil    | 4:1 (2:0) | Bandera de Paraguay  | Paraguay  |
| 7 de junio de 2005      | Lima          | Perú      | Bandera de Perú      | 0:0       | Bandera de Uruguay   | Uruguay   |
| 8 de junio de 2005      | Barranquilla  | Colombia  | Bandera de Colombia  | 3:0 (2:0) | Bandera de Ecuador   | Ecuador   |
| 8 de junio de 2005      | Santiago      | Chile     | Bandera de Chile     | 2:1 (1:0) | Bandera de Venezuela | Venezuela |
| 8 de junio de 2005      | Buenos Aires  | Argentina | Bandera de Argentina | 3:1 (3:0) | Bandera de Brasil    | Brasil    |
| 8 de junio de 2005      | Asunción      | Paraguay  | Bandera de Paraguay  | 4:1 (2:1) | Bandera de Bolivia   | Bolivia   |
| 3 de septiembre de 2005 | Asunción      | Paraguay  | Bandera de Paraguay  | 1:0 (1:0) | Bandera de Argentina | Argentina |
| 3 de septiembre de 2005 | Maracaibo     | Venezuela | Bandera de Venezuela | 4:1 (1:0) | Bandera de Perú      | Perú      |
| 3 de septiembre de 2005 | La Paz        | Bolivia   | Bandera de Bolivia   | 1:2 (1:1) | Bandera de Ecuador   | Ecuador   |
| 4 de septiembre de 2005 | Brasilia      | Brasil    | Bandera de Brasil    | 5:0 (4:0) | Bandera de Chile     | Chile     |
| 4 de septiembre de 2005 | Montevideo    | Uruguay   | Bandera de Uruguay   | 3:2 (1:0) | Bandera de Colombia  | Colombia  |
| 8 de octubre de 2005    | Quito         | Ecuador   | Bandera de Ecuador   | 0:0       | Bandera de Uruguay   | Uruguay   |
| 8 de octubre de 2005    | Maracaibo     | Venezuela | Bandera de Venezuela | 0:1 (0:0) | Bandera de Paraguay  | Paraguay  |
| 8 de octubre de 2005    | Barranquilla  | Colombia  | Bandera de Colombia  | 1:1 (1:0) | Bandera de Chile     | Chile     |
| 9 de octubre de 2005    | La Paz        | Bolivia   | Bandera de Bolivia   | 1:1 (0:1) | Bandera de Brasil    | Brasil    |
| 9 de octubre de 2005    | Buenos Aires  | Argentina | Bandera de Argentina | 2:0 (0:0) | Bandera de Perú      | Perú      |
| 12 de octubre de 2005   | Montevideo    | Uruguay   | Bandera de Uruguay   | 1:0 (0:0) | Bandera de Argentina | Argentina |
| 12 de octubre de 2005   | Asunción      | Paraguay  | Bandera de Paraguay  | 0:1 (0:1) | Bandera de Colombia  | Colombia  |
| 12 de octubre de 2005   | Santiago      | Chile     | Bandera de Chile     | 0:0       | Bandera de Ecuador   | Ecuador   |
| 12 de octubre de 2005   | Belém         | Brasil    | Bandera de Brasil    | 3:0 (1:0) | Bandera de Venezuela | Venezuela |
| 12 de octubre de 2005   | Tacna         | Perú      | Bandera de Perú      | 4:1 (3:0) | Bandera de Bolivia   | Bolivia   |

## Goleadores
| Jugador          | Selección | Goles | Partidos |
| ---------------- | --------- | ----- | -------- |
| Ronaldo          | Brasil    | 10    | 15       |
| Hernán Crespo    | Argentina | 7     | 11       |
| José Cardozo     | Paraguay  | 7     | 15       |
| Jefferson Farfán | Perú      | 7     | 17       |
| Adriano          | Brasil    | 6     | 9        |
| Ruberth Morán    | Venezuela | 6     | 11       |
| Diego Forlán     | Uruguay   | 6     | 16       |

### Anotaciones destacadas
Listado de tripletas o hat-tricks (3), póker de goles (4) y manos (5) anotados por un jugador en un mismo encuentro.
| Fecha                    | Jugador                | Goles             | Local    | Resultado | Visitante | Jornada |
| ------------------------ | ---------------------- | ----------------- | -------- | --------- | --------- | ------- |
| 10 de septiembre de 2003 | Joaquín Botero         | 27' · 49' · 59'   | Bolivia  | 4-0       | Colombia  | 2       |
| 10 de septiembre de 2003 | José Saturnino Cardozo | 26' · 58' · 72'   | Paraguay | 4-1       | Uruguay   | 2       |
| 2 de junio de 2004       | Ronaldo                | 16' · 67' · 90+6' | Brasil   | 3-1       | Argentina | 6       |
| 4 de septiembre de 2005  | Adriano                | 27' · 29' · 90+2' | Brasil   | 5-0       | Chile     | 16      |
| 4 de septiembre de 2005  | Marcelo Zalayeta       | 42' · 51' · 86'   | Uruguay  | 3-2       | Colombia  | 16      |

### Efectividad
| País/efectividad | Local   | Visitante |
| ---------------- | ------- | --------- |
| Brasil           | 85.19 % | 40.74 %   |
| Argentina        | 85.19 % | 40.74 %   |
| Ecuador          | 85.19 % | 18.52 %   |
| Paraguay         | 74.07 % | 29.63 %   |
| Uruguay          | 70.37 % | 22.22 %   |
| Colombia         | 55.56 % | 33.33 %   |
| Chile            | 51.85 % | 29.63 %   |
| Venezuela        | 40.74 % | 25.93 %   |
| Perú             | 48.15 % | 18.52 %   |
| Bolivia          | 51.85 % | 0 %       |

## Repesca Intercontinental
| 12 de noviembre de 2005 | Uruguay          | 1:0 (1:0) | Australia | Estadio Centenario, Montevideo                              |                                                             |
|                         | D. Rodríguez 37' | Reporte   |           | Asistencia: 55 000 espectadores Árbitro(s): Claus Bo Larsen | Asistencia: 55 000 espectadores Árbitro(s): Claus Bo Larsen |

| 16 de noviembre de 2005 | Australia                                 | 1:0 (1:0, 1:0) (4:2 p.)    | Uruguay                                    | Estadio Telstra, Sídney                                      |                                                              |
|                         | M. Bresciano 35'                          | Reporte                    |                                            | Asistencia: 82 698 espectadores Árbitro(s): Medina Cantalejo | Asistencia: 82 698 espectadores Árbitro(s): Medina Cantalejo |
|                         |                                           | Tiros desde el punto penal |                                            |                                                              |                                                              |
|                         | Kewell · Neill · Vidmar · Viduka · Aloisi |                            | Rodríguez · Varela · Estoyanoff · Zalayeta |                                                              |                                                              |

Australia ganó 4-2 en la tanda de penaltis.

## Clasificados
| Bandera de Brasil       | Bandera de Argentina    | Bandera de Ecuador      | Bandera de Paraguay     |
| Brasil                  | Argentina               | Ecuador                 | Paraguay                |
| Primer puesto           | Segundo puesto          | Tercer puesto           | Cuarto puesto           |
| Clasificado: 04/09/2005 | Clasificado: 08/06/2005 | Clasificado: 08/10/2005 | Clasificado: 08/10/2005 |